# Bad Boys (låt av Inner Circle)
Bad Boys är en sång av reggaegruppen Inner Circle, ursprungligen utgiven på albumet One Way 1987, men släppt som singel i USA först 1993. Låten blev populär när den användes som ledmotiv i TV-serien COPS. Den är även med i filmerna Bad Boys, Bad Boys II och Bad Boys for life.